# Marco Motta
Marco Motta (ur. 14 maja 1986 w Merate) – włoski piłkarz występujący najczęściej na pozycji prawego obrońcy. Obecnie gra w Almeríi.

## Kariera klubowa
Marco Motta zawodową karierę rozpoczynał w 2004 w Atalancie BC. W debiutanckim sezonie rozegrał dla niej dziewiętnaście spotkań, jednak zajął ostatnie miejsce w rozgrywkach Serie A i spadł do drugiej ligi. Następnie połowę praw do karty zawodnika wykupiło Udinese Calcio, w którym Motta spędził dwa sezony. W nowym klubie pełnił rolę rezerwowego i przez dwa lata zaliczył 22 ligowe występy.
Rozgrywki 2007/2008 włoski zawodnik spędził na wypożyczeniu w Torino FC, a latem 2008 powrócił do Udinese Calcio. 1 lutego 2009 Motta również na zasadzie wypożyczenia przeszedł do AS Roma. W nowym klubie zadebiutował tydzień później, 8 lutego w zremisowanym 2:2 ligowym pojedynku z Sampdorią. W sezonie 2008/2009 rozegrał łącznie dla Romy 13 ligowych spotkań, po czym działacze rzymskiej drużyny za 3,5 miliona euro wykupili połowę karty zawodnika.
Na początku czerwca 2010 AS Roma nie zdecydowała się na wykupienie drugiej połowy karty zawodnika, dlatego zawodnik powrócił do Udinese Calcio. 5 lipca Motta został wypożyczony na rok do Juventusu z opcją definitywnego transferu. Ligowy debiut w jego barwach zanotował 29 sierpnia w przegranym 0:1 wyjazdowym meczu z Bari.

## Kariera reprezentacyjna
Motta ma za sobą występy młodzieżowych reprezentacjach Włoch. Grał we wszystkich kategoriach wiekowych – w drużynach do lat 16, 17, 18, 19, 20 oraz kadry do lat 21. W juniorskich reprezentacjach Motta rozegrał już łącznie ponad 50 meczów, brał udział między innymi w Mistrzostwach Europy U-21 2007 oraz "Tournoi Espoirs de Toulon". W 2008 roku Pierluigi Casiraghi powołał go do 18–osobowej kadry "Squadra Azzura" na Igrzyska Olimpijskie w Pekinie. Na turnieju tym wychowanek Atalanty Bergamo był podstawowym zawodnikiem reprezentacji.
Do seniorskiej kadry Motta po raz pierwszy został powołany w 2009 roku na spotkanie eliminacji do Mistrzostw Świata 2010 z Czarnogórą, jednak ostatecznie cały ten mecz przesiedział na ławce rezerwowych. W reprezentacji zadebiutował 10 sierpnia 2010 w przegranym 0:1 towarzyskim spotkaniu przeciwko WKS, będącym pierwszym meczem Włochów pod wodzą nowego selekcjonera Cesare Prandelliego.